# 에필로그: 칼 세이건이 인류에게 남긴 마지막 메시지
《에필로그》(Billions and Billions: Thoughts on Life and Death at the Brink of the Millennium, 원제는 〈수십억의 수십억〉)칼 세이건의 유작으로 1996년 출간된 책이다.